# Sarnthein (Adelsgeschlecht)

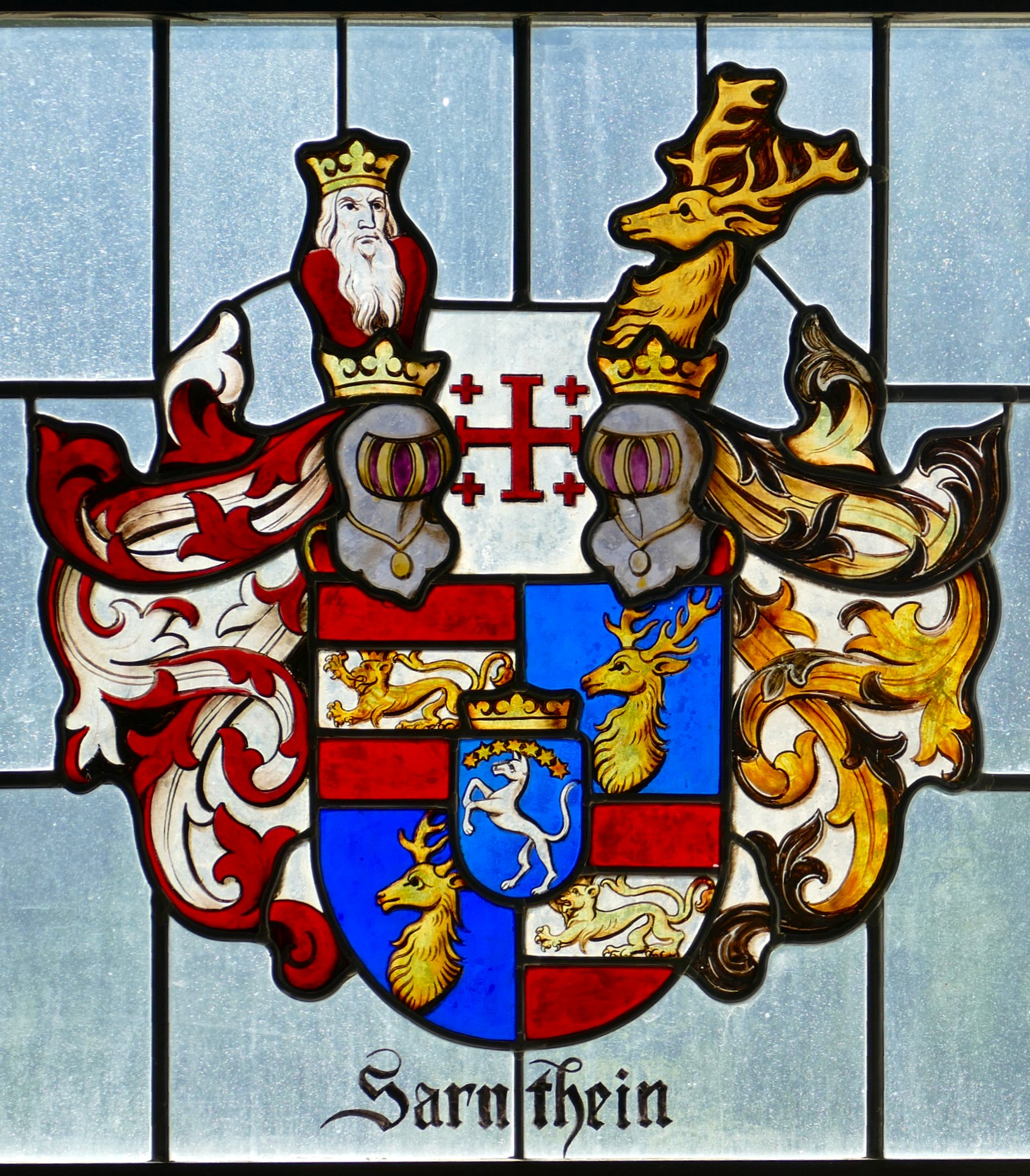
Wappen der Grafen von Sarnthein, Fenster in der Pfarrkirche Trins

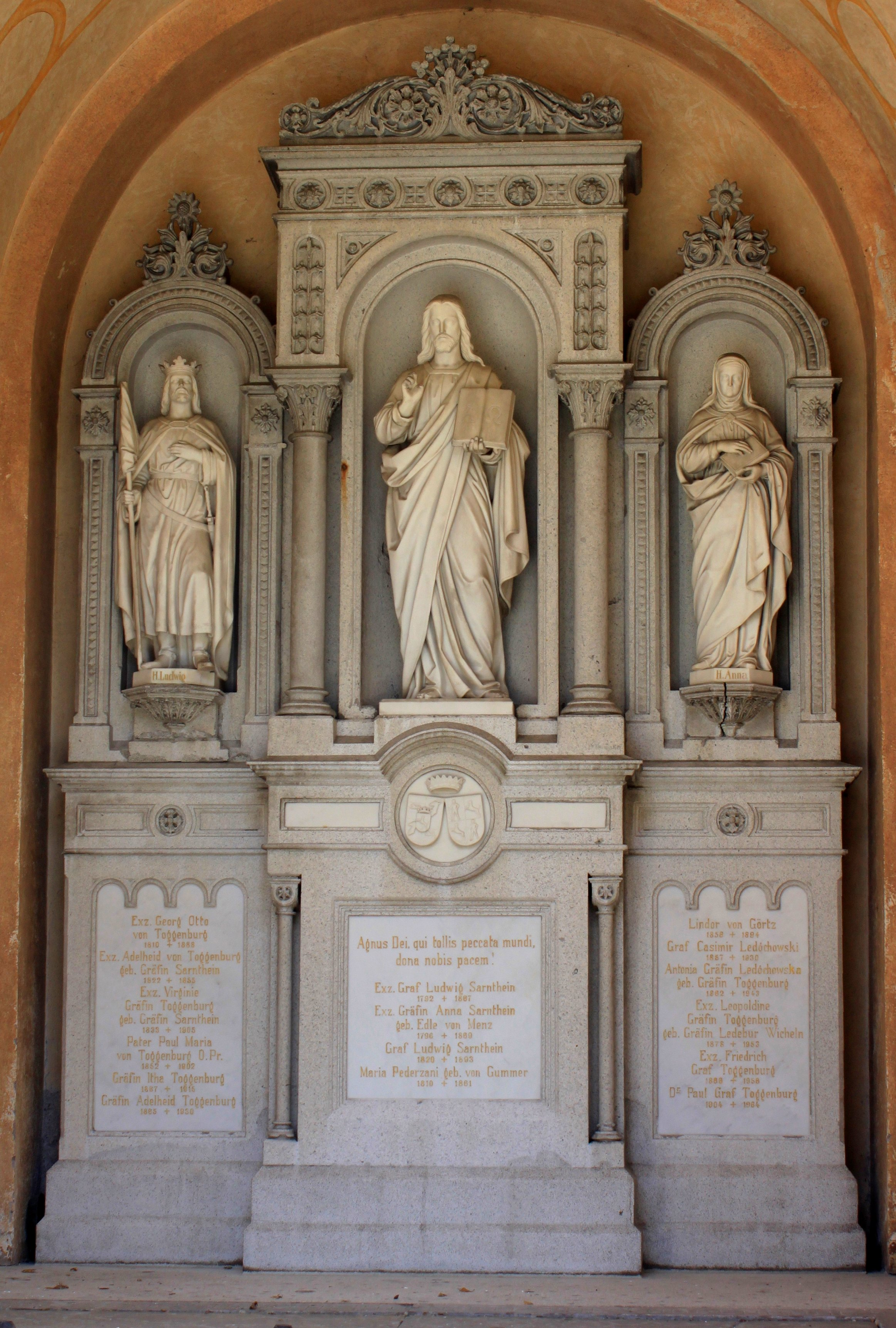
Gräflich Sarnthein-Toggenburgische Ruhestätte auf dem Bozener Friedhof

Die Familie Sarnthein von Rottenbuch und Kellerburg, auch Särnthein und ist ein briefadeliges, ursprünglich aus Augsburg stammendes, Südtiroler Adelsgeschlecht, das in den Reichsadelsstand, sowie Freiherren- und Grafenstand erhoben wurde. Das Geschlecht erwarb in Südtirol umfangreichen Grundbesitz, darunter 1610 den Bozner Ansitz Rottenbuch sowie Sarnthein, nach dem sich die Familie nannte.

## Herkunft der Familie
Die Familie der späteren Grafen von Sarnthein ist bürgerlicher Herkunft und stammt aus der Reichsstadt Augsburg. Sie waren dort angesehene Kaufleute und führten den Familiennamen Wagner. Die Stammreihe beginnt mit Georg Wagner, der am 29. September 1530 in Augsburg einen kaiserlichen Wappenbrief verliehen wurde. Seinem Sohn Sebastian oder David Wagner erteilte Kaiser Karl V. am 2. Mai 1541 aus Valladolid eine Wappenvereinigung mit dem in mütterlichen Linie verwandten Hopfau inkl. Lehnsartikeln. Dessen Sohn oder Enkel David Wagner aus Augsburg, nunmehr Handelsmann in Bozen, wurde am 18. Juni 1594 in den Reichsadelsstand mit Wappenverbesserung erhoben. Er kaufte 1610 den Ansitz Rottenbuch und erhielt darauf mit dem Namen Wagner von Rottenbuch die Adelsfreiheit sowie 1633 die Eintragung in die tirolerische Adelsmatrikel. Von den Grafen Thun kaufte Wagner 1635 die Pfandherrschaft Reineck im Sarntal mit den Ansitzen Kellerburg und Kränzelstein. Nach dem Sarntheiner Grundbesitz wurden David Wagners Söhne Ludwig und David am 27. September 1650 vom Tiroler Landesfürsten Erzherzog Ferdinand Carl in den Tiroler Freiherrnstand unter dem Namen von und zu Särnthein erhoben und erhielten die Erlaubnis das Wagner´sche Wappen als Mittelschild in das 1646 erloschene Wappen der Sarntheiner setzten zu dürfen.
Schließlich wurden deren Kinder David, Carl Anton (Landeshauptmann an der Etsch), Franz Ludwig, Johann Dominik, Johann Joseph, Maria Anna Magdalena und Maria Catharina Theresia in den erblichen österreichischen Grafenstand unter dem Titel Graf von Särnthein, Herr zu Rottenbuch, Kellerburg und Kränzlestein erhoben und ihnen zugleich das Prädikat Hoch- und Wohlgeboren verliehen. Georg von Toggenburg heiratete nacheinander (1852 und 1858) zwei Schwestern aus der Familie, Töchter des Grafen Maria Ludwig von Sarnthein (* 1792; † 1867), k. k. Kämmerer, Herr zu Rottenbuch, Kellerburg und Kränzelstein, ständischer Verordneter des Herren- und Ritterstandes in Tirol, und der Annette von Menz („Anna“; * 1796; † 1869). Nachkommen leben bis heute im später als „Palais Toggenburg“ bekannter gewordenen Palais Sarnthein in Bozen. Das Schloss Reinegg blieb in Besitz der Grafen von Sarnthein bis 1963, Kränzelstein wurde in den siebziger Jahren verkauft, der Ansitz Rottenbuch 1976. Die Kellerburg ist heute noch Sitz der letzten Nachkommen der Grafen von Sarnthein.

## Besitzungen

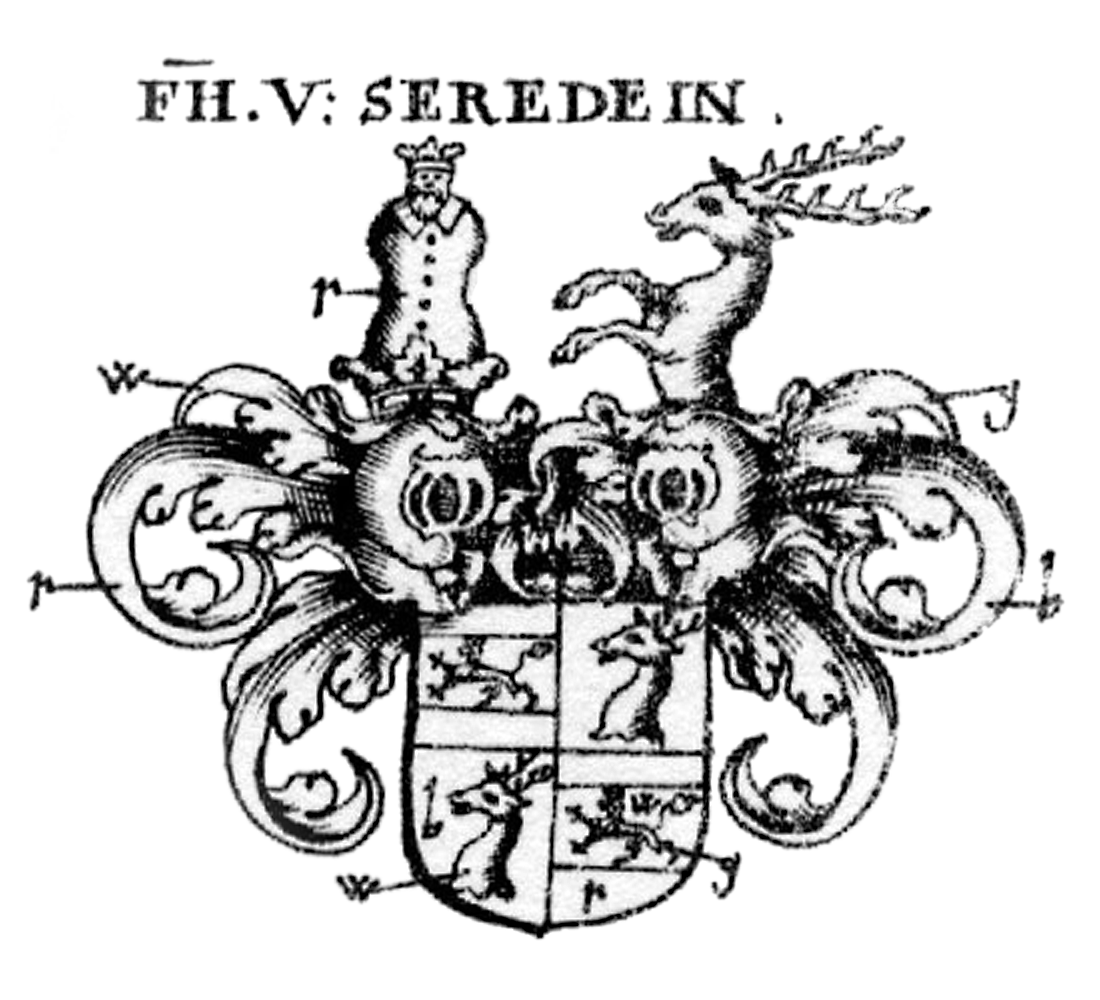
Wappen derer von Sarnthein (Särnthein)

- Ansitz Kellerburg im Sarntal
- Ansitz Kränzelstein in Sarnthein
- Ansitz Rottenbuch bei Bozen
- Burg Reinegg im Sarntal
- Palais Toggenburg in Bozen, noch 1888 Palais Sarnthein genannt
- Haselburg bei Bozen

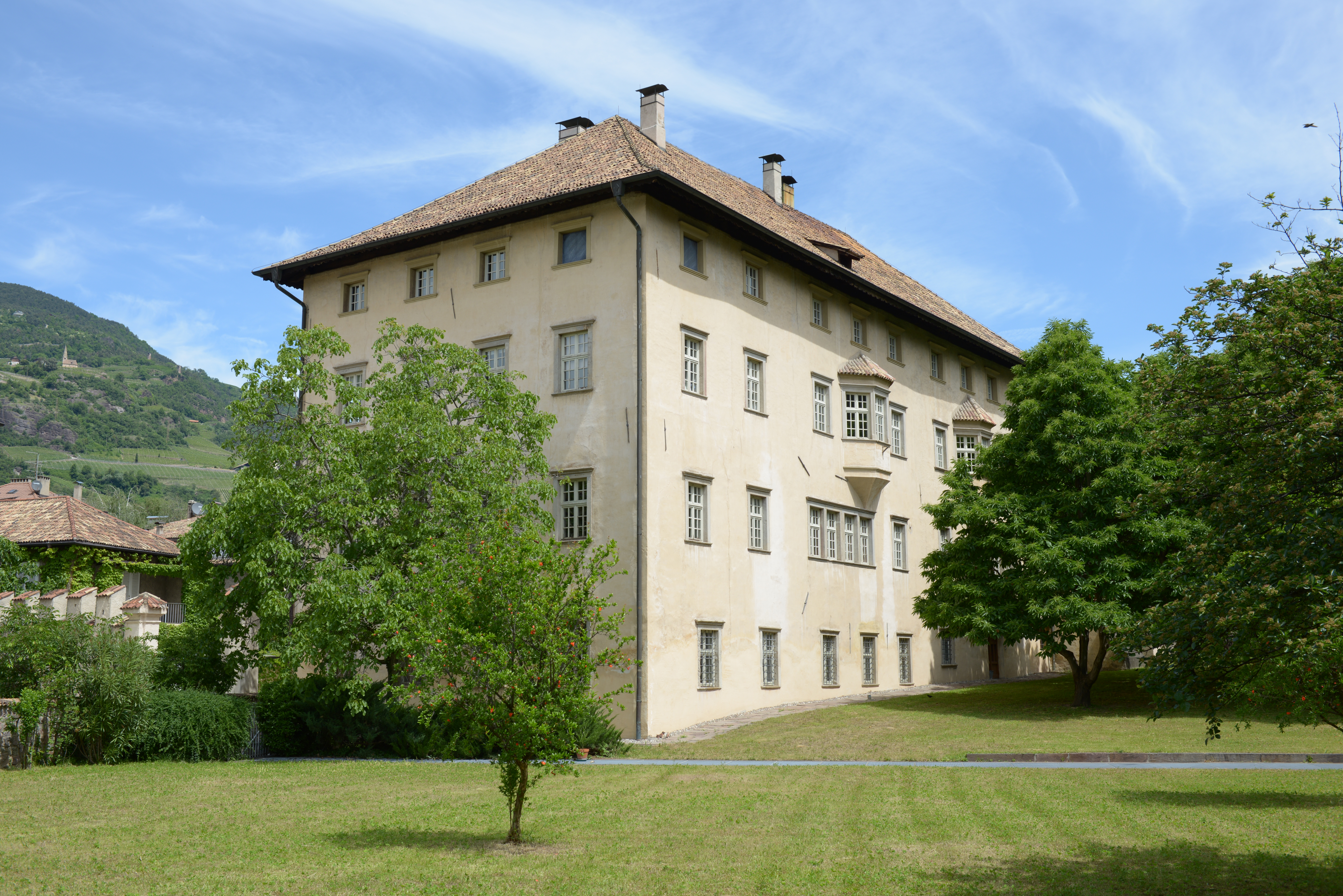
Ansitz Rottenbuch
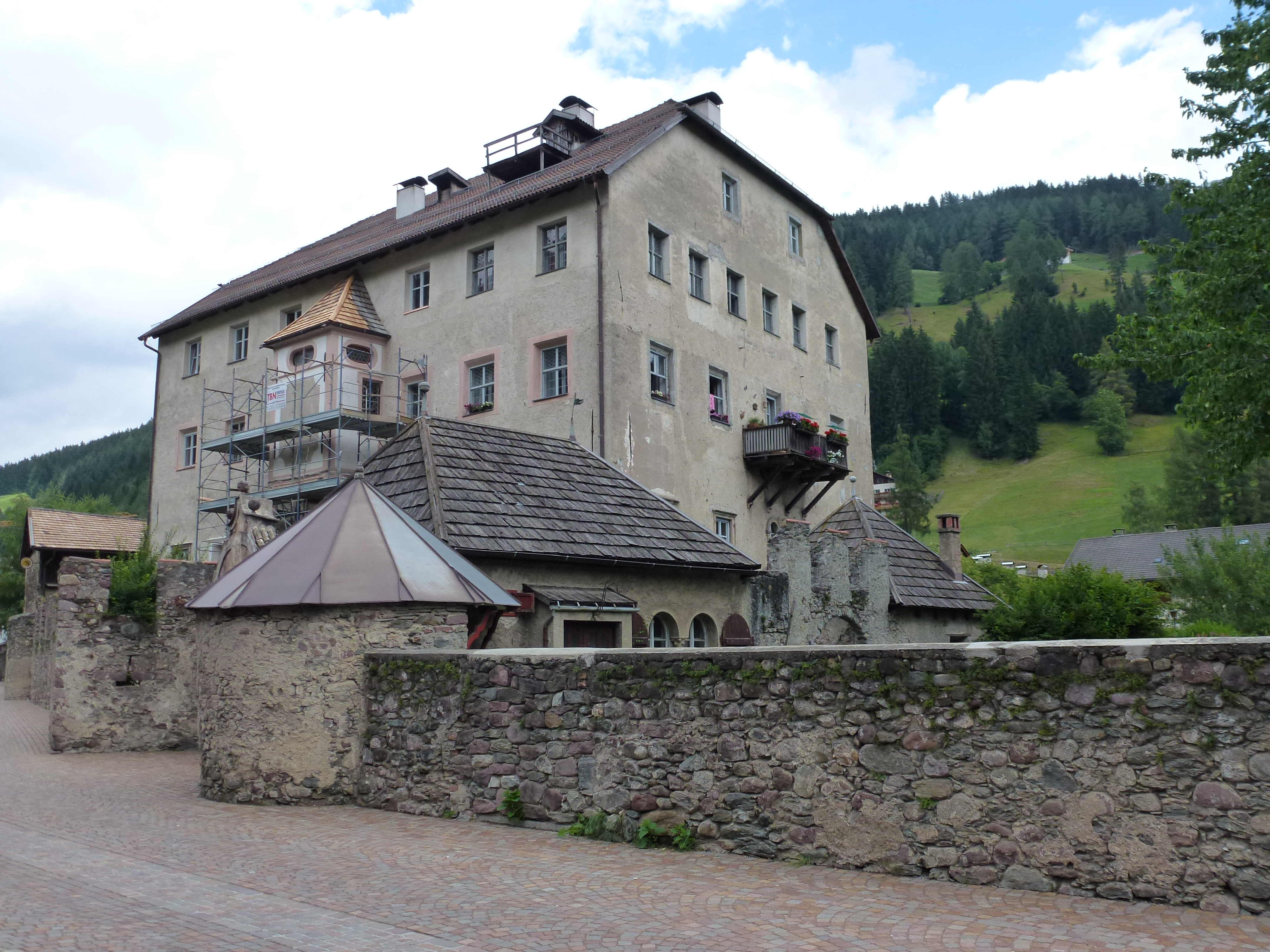
Die Kellerburg im Sarntal
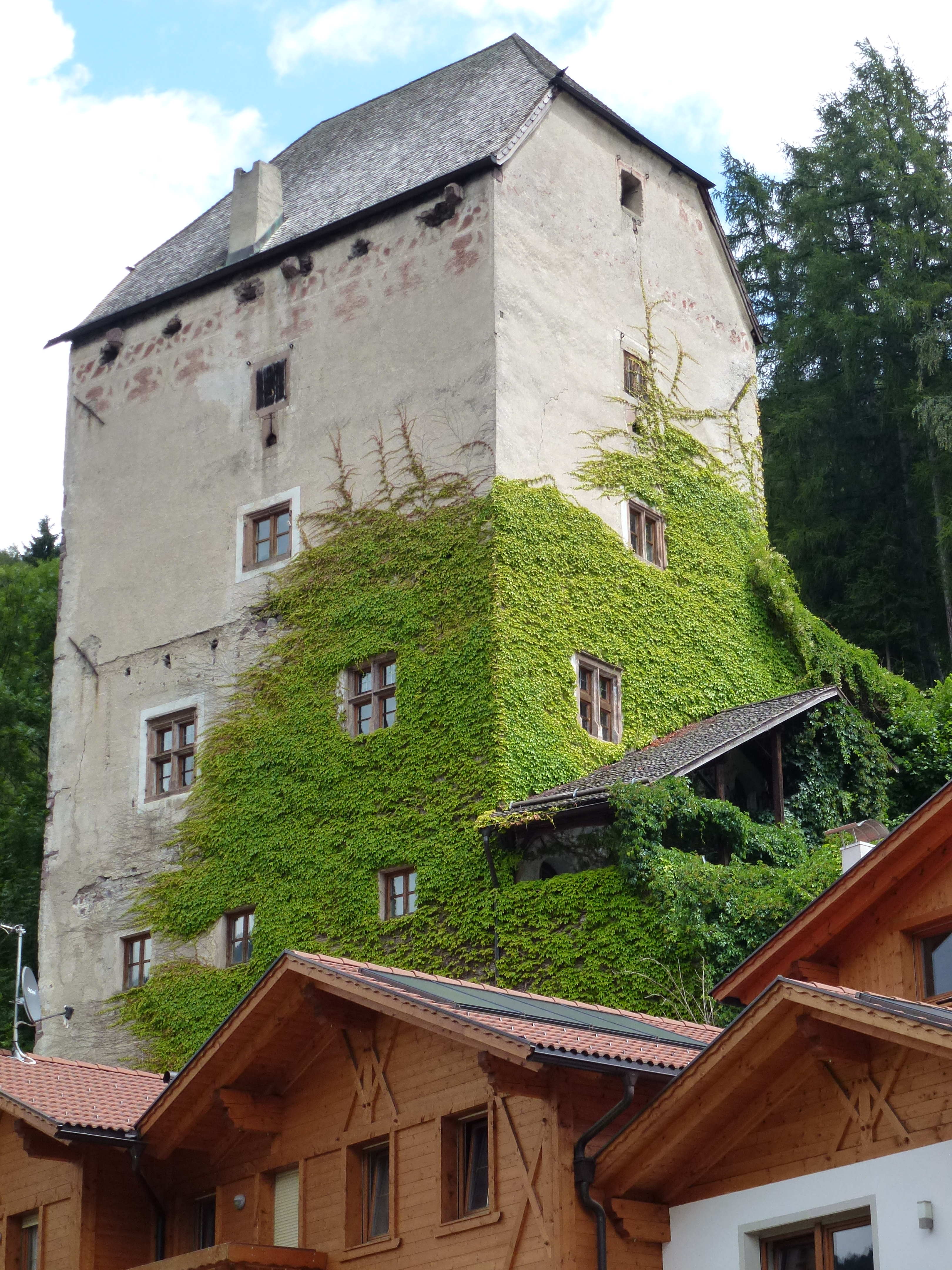
Wohnturm Kränzelstein
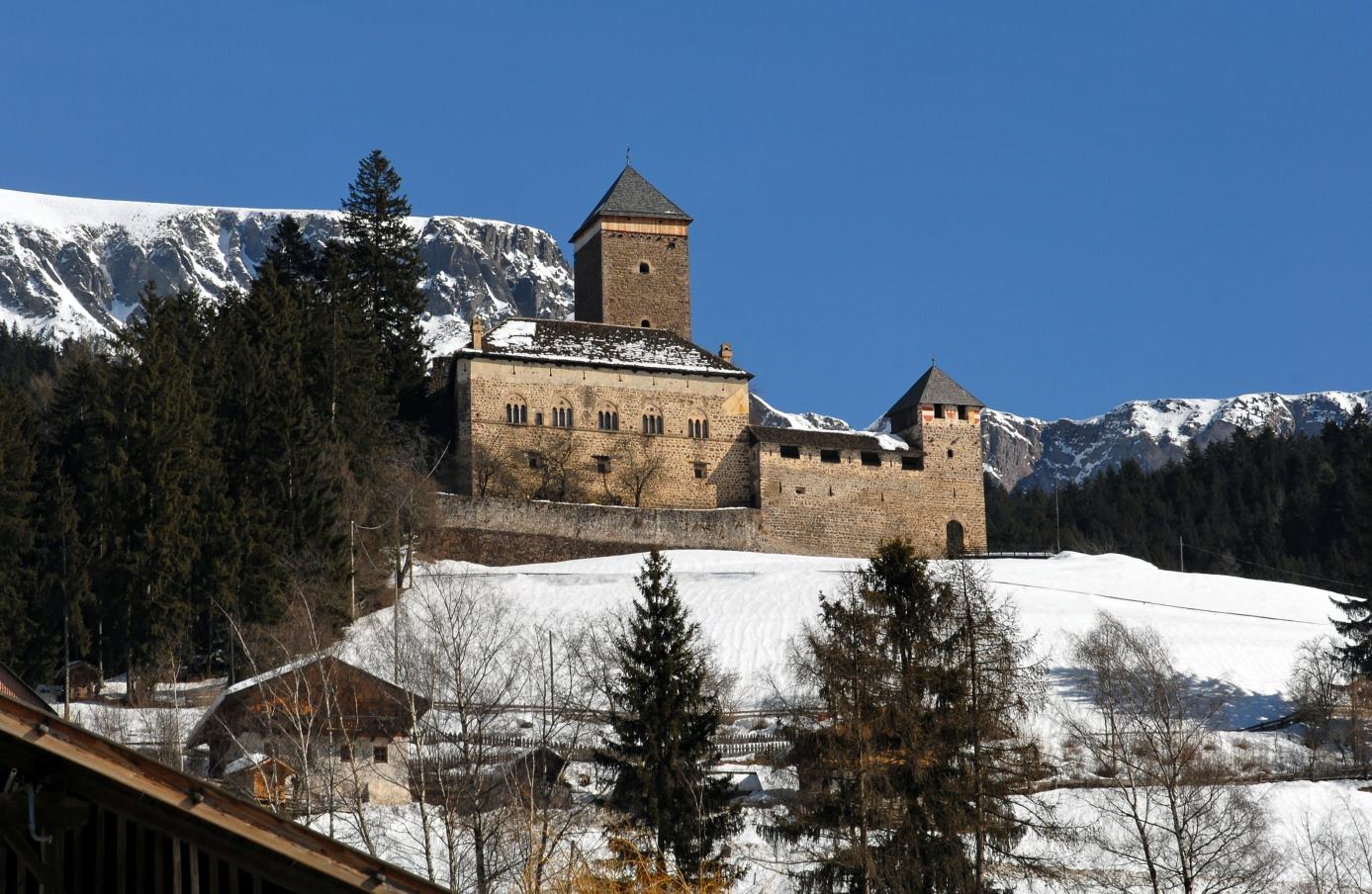
Burg Reinegg
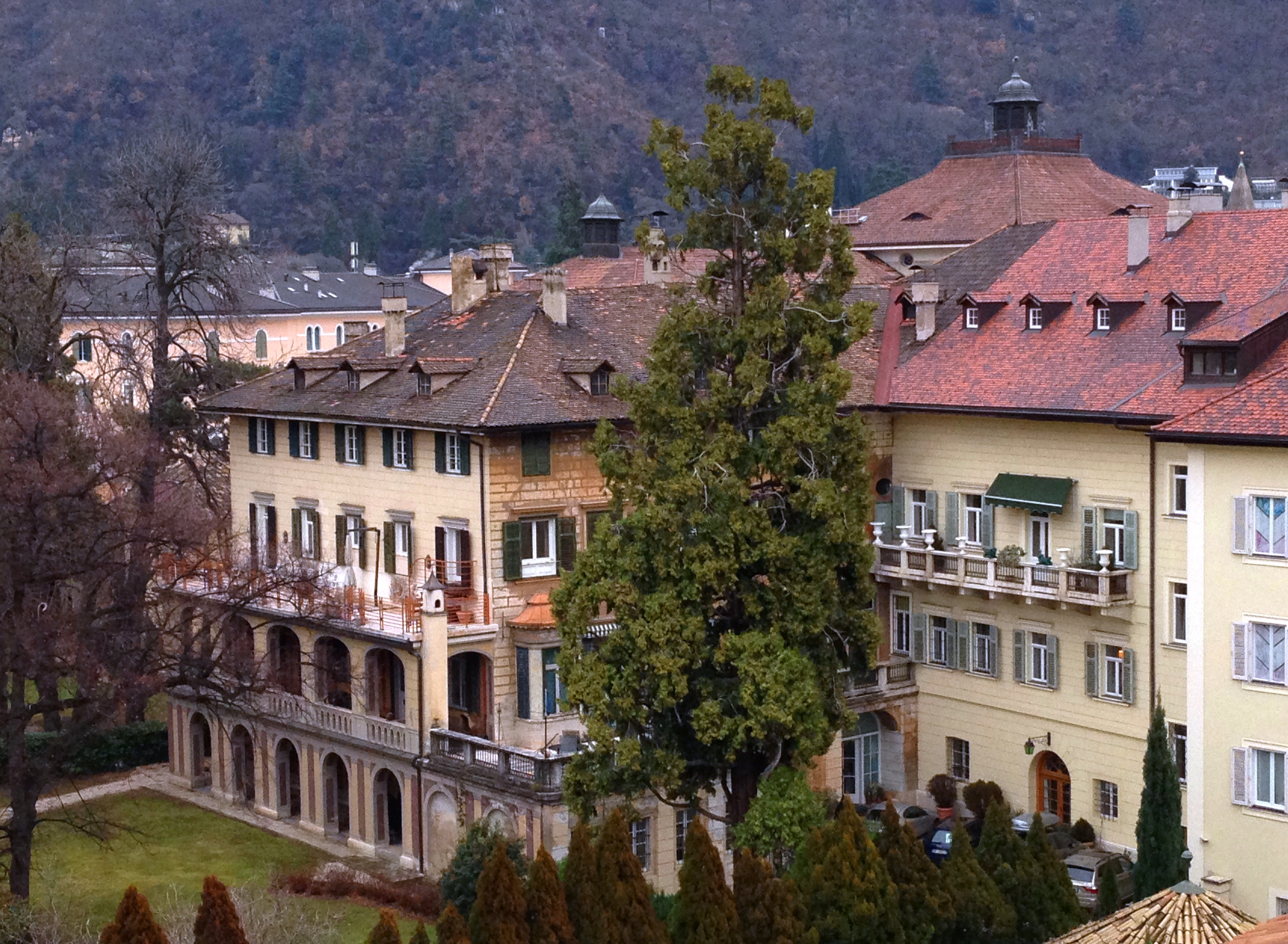
Palais Toggenburg

## Wappen
- Wappen im Grafendiplom von 1681: Geviert und belegt mit blauem Herzschild, darin ein silberner Windhund, um dessen Kopf kreisförmig 7 goldene Sterne stehen; 1 und 4 in Rot ein silberner Balken, belegt mit einem gold-gekrönten roten Löwen (Wappen der erloschenen Sarntheiner von Nordheim, denen noch Zyprian von Serntein angehörte); 2 und 3 in Blau Kopf samt Hals eines goldenen Zwölfenders (Wappen ursprünglich der erloschenen Augsburger Hupfauf, Vorfahren der Wagner);[9] 2 Helme, auf dem rechten mit rot-silbernen Decken ein golden-gekrönter rot-bekleideter weißbärtiger Mann, auf dem linken mit schwarz-goldenen Decken der Hirschkopf, zwischen den Helmen ein rotes Jerusalemkreuz.

## Bekannte Namensträger
- Ferdinand Joseph von Sarnthein (1697–1762), Bischof von Brixen
- Ludwig von Sarnthein (1861–1914), Botaniker
- Michael Sarnthein (* 1939), deutscher Klimatologe